# Spermatophyta
Le spermatofite (dal greco: spèrmatos = seme; phytòn = pianta) costituiscono una superdivisione a cui appartengono le piante vascolari caratterizzate dalla presenza di organi fiorali solo nel caso delle angiosperme, grazie ai quali si riproducono tramite la formazione di semi. Le gimnosperme utilizzano gli strobili per lo stesso obiettivo. Per questa loro peculiarità, le spermatofite sono anche conosciute col nome di fanerogame (phaneròs = evidente; gàmos = nozze) e si differenziano dalle crittogame, piante vascolari e non, la cui propagazione è affidata esclusivamente alle spore.
Le spermatofite (o fanerogame) possono essere sia terrestri sia acquatiche. Tra le spermatofite marine si annovera la Posidonia oceanica, che costituisce un endemismo del Mar Mediterraneo ed è considerata d'importanza fondamentale per la sua funzione di habitat che accoglie molte specie vegetali ed animali.
Questo gruppo include le piante più evolute, rappresentate dalle varie divisioni di Gimnosperme e dalle Magnoliofite (o Angiosperme). Alcuni botanici ritengono che la divisione delle Clamidosperme (o Gnetofite), comprendente gli ordini Gnetales, Welwitschiales ed Ephedrales, presenti caratteri intermedi tra le Gimnosperme e le Angiosperme.

## Riproduzione
Nelle Spermatofite si realizza una notevole diminuzione della generazione gametofitica. Questo è dovuto al fatto che nel corso dell'età evolutiva i gameti si sono differenziati sessualmente, consentendo che questi ultimi non si incontrino nell'ambiente esterno, ma per oogamia; il gamete femminile viene mantenuto e protetto dalla pianta madre, mentre i gameti maschili, più piccoli e mobili, vengono liberati nell'ambiente.
L'ovulo, struttura tipica delle spermatofite, è il gametofito femminile e viene trattenuto nel macrosporangio. L'ovulo, una struttura costituita in buona parte dalla pianta madre, è costituito da cellule dello sporofito, formate da cellule diploidi, in cui coesiste anche il gametofito, costituito da cellule aploidi.
Il gametofito maschile, ancora immaturo, viene subito rilasciato nell'ambiente e prende il nome di polline. Quest'ultimo, in alcune Spermatofite, è dotato di flagelli e viene portato verso l'oosfera, nell'ovulo, dal tubo pollinico fino ad arrivare agli archegoni.
L'ovulo dopo la fecondazione diventa seme.